# Tomtebodaskolan

Tomtebodaskolan, tidigare Tomteboda blindinstitut eller Institutet för blinda, var tidigare en specialskola för synskadade elever. Skolan ligger vid Tomtebodavägen i Tomteboda, Solna kommun.
Tomtebodaskolan startade 1879 och flyttade 1888 till Tomteboda. Skolan lades ner 1986 och ombildades då till Tomtebodaskolans resurscenter (TRC). TRC upphörde som egen myndighet den 1 juli 2001 och införlivades såsom Resurscenter syn i den då nya myndigheten Specialpedagogiska institutet. År 2004 flyttades verksamheten över till institutets lokaler på Campus Konradsberg på Kungsholmen i Stockholm.

## Historia

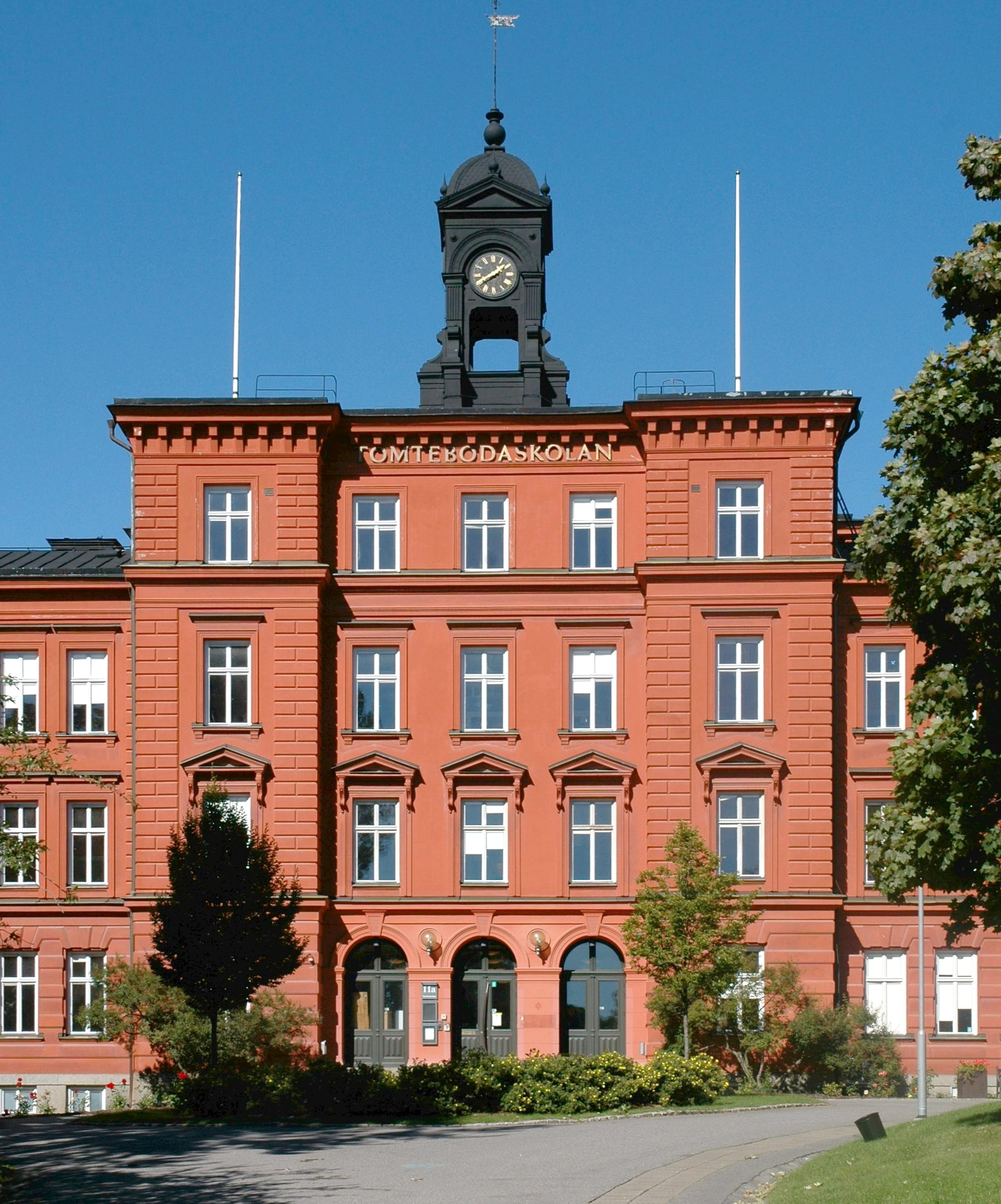
Huvudbyggnadens mittrisalit, 2005.

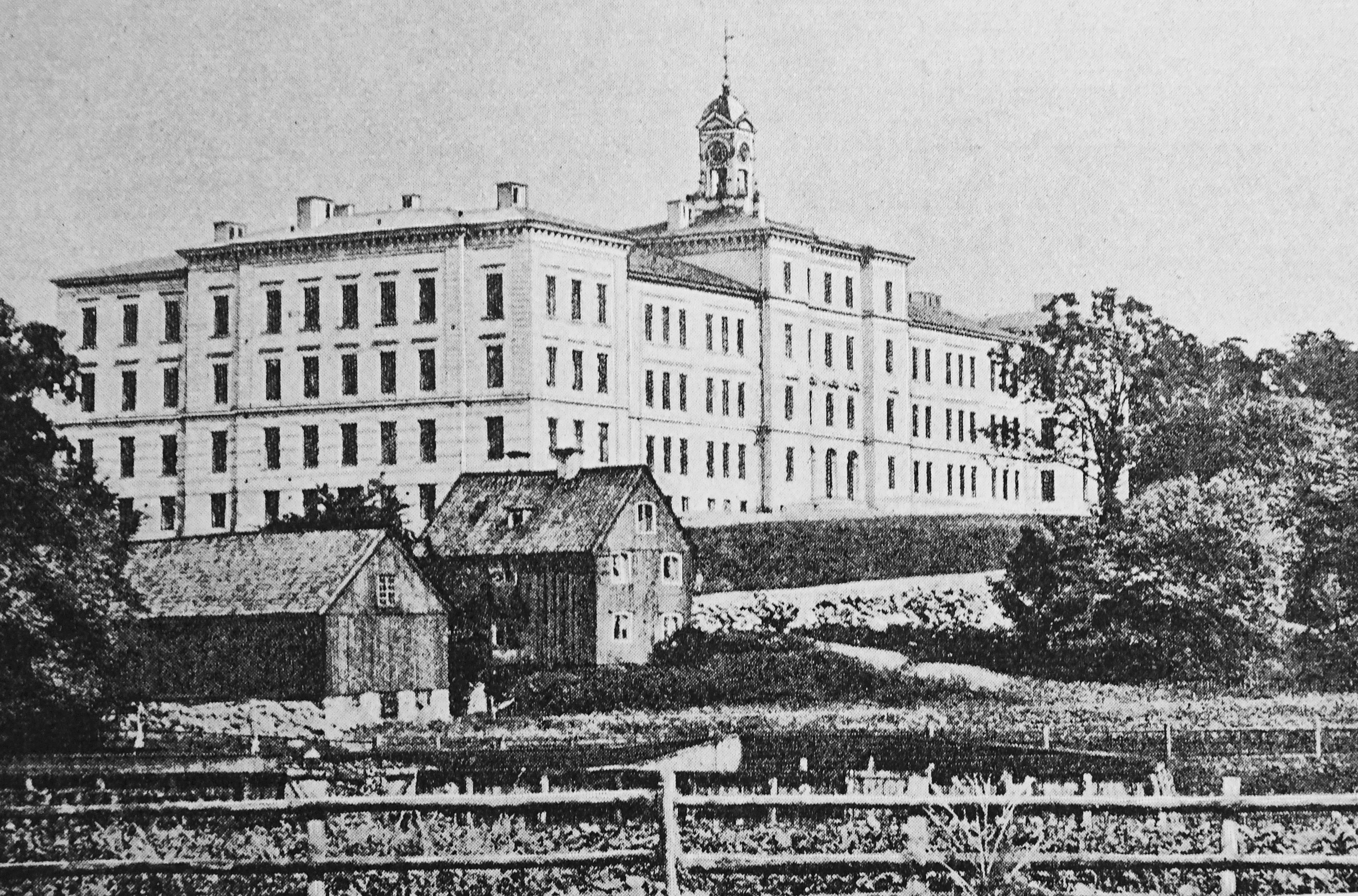
Huvudbyggnaden på 1890-talet.

Institutet för blinda skildes i januari 1879 från dåvarande Allmänna institutet för döfstumma och blinda å Manilla. År 1878 hade Riksdagen beviljat nödvändiga ekonomiska resurser för verksamheten. 
I början fanns institutet i en hyrd lokal på Nybrogatan 27 C i Stockholm. Den 1 september 1888 flyttades skolan till lokaler som byggts särskilt för detta ändamål efter ritning av Oskar Erikson, arkitekt vid Överintendentsämbetet. Byggkostnaden var på sin tid 415 000 kronor (motsvarande drygt 24 miljoner kronor i dagens penningvärde). Byggnaderna låg utanför Stockholm vid Tomteboda i Solna (dåvarande Solna socken). Till institutionen uppläts statlig mark med en tillhörande skogspark på ungefär 15 hektar.
Institutet hade plats för 100 elever, hälften pojkar och hälften flickor. Eleverna fick förutom läsundervisning även en yrkesutbildning. Bland annat fanns lärlingsutbildningar i korgmakeri, borstbindning och vävning.  Under det sista skolåret skickades pojkarna ofta till hantverksskola i Kristinehamn medan flickorna ofta lärde sig hushållsarbete. Under 1930-, 1940- och 1950-talen började stegvis alltfler elever lämna skolan för teoretiska studier på andra skolor, allteftersom integrationen i det svenska samhället ökade, och främst de som valde att utbilda sig praktiskt stannade kvar. 1965 infördes slutligen grundskola för synskadade i Sverige genom Specialskolförordningen.
Sedan blindundervisningen blivit obligatorisk i Sverige 1896 tillkom 1899 även en förskola. Denna fick en egen byggnad uppförd på området. Institutet övervakades av en direktion, i vilken landshövdingen i Stockholms län var ordförande. Verksamheten finansierades dels av staten, dels av elevavgifter. Vid flytten till Stockholm hade skolan 58 elever, men efter införandet av obligatorisk blindundervisning ökade det till 158 elever. 
Under 1950- och 1960-talen kom alltmer krav från föräldrar att deras barn skulle få gå i skolan på hemorten i stället, och elevantalet minskade innan skolan slutligen lades ner 1986.

## Övriga byggnader
År 1898 tillkom två annexbyggnader norr om skolans huvudbyggnad, även de ritade av Oskar Erikson. 1906 uppfördes ett bostadshus för personalen mellan de båda annexbyggnaderna ritad av arkitekt Theodor Kellgren. 1915 byggdes vid infarten söder om huvudbyggnaden en portvaktsstuga och den så kallade "Nya lärarvillan" samt "Rektorsbyggnaden", båda ritades av Kellgren. En skridskobana anlades och en kälkbacke och lekplan byggdes 1926. År 1963 byggdes simhall och gymnastiksal längs skolans västra sida efter ritningar av arkitekt Carl Grandinson.

## Ny användning
År 2004 lämnade Specialpedagogiska institutet lokalerna och flyttade till lokaler i anslutning till Lärarhögskolan på Campus Konradsberg. 2005-2018 huserade Europeiska smittskyddsmyndigheten i Tomtebodaskolans huvudbyggnad. I annexet (Granits väg 4) har Nationellt Centrum för Suicidforskning och Prevention (NASP) sina lokaler. Samtliga byggnader ägs och förvaltas av Akademiska hus och är en del av Campus Solna.

## Bilder

Huvudbyggnad
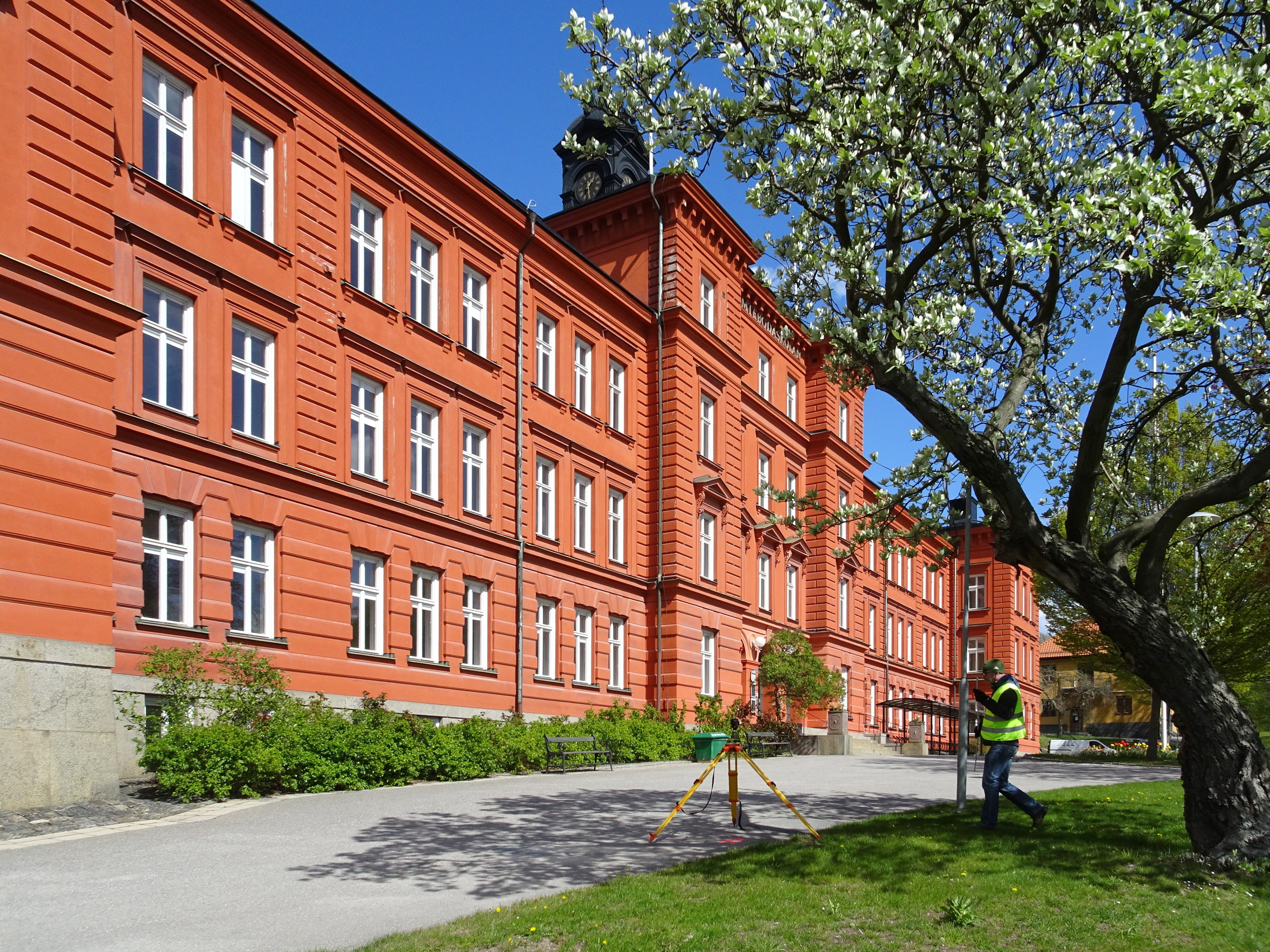
Huvudbyggnad.
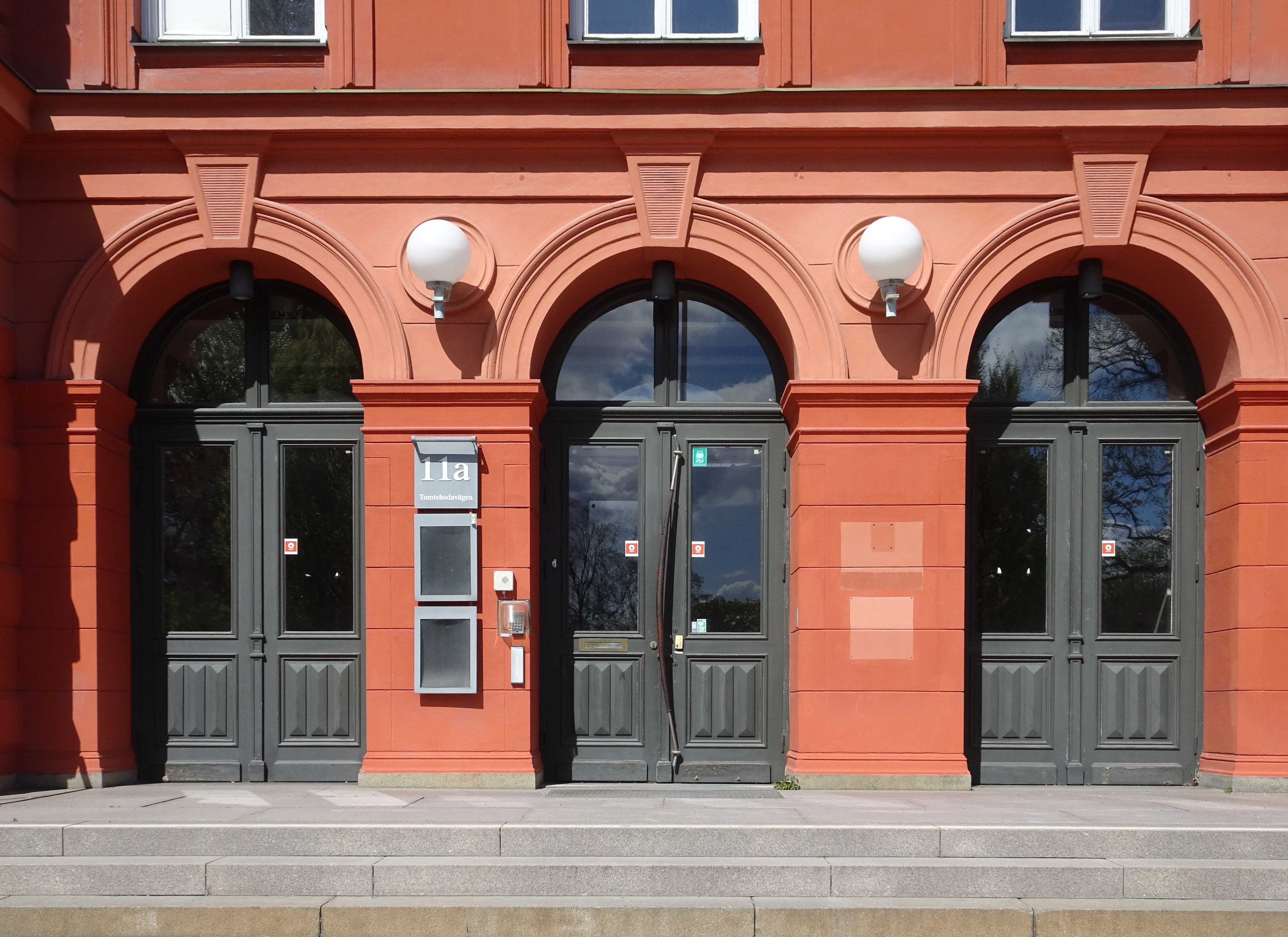
Huvudentrén.
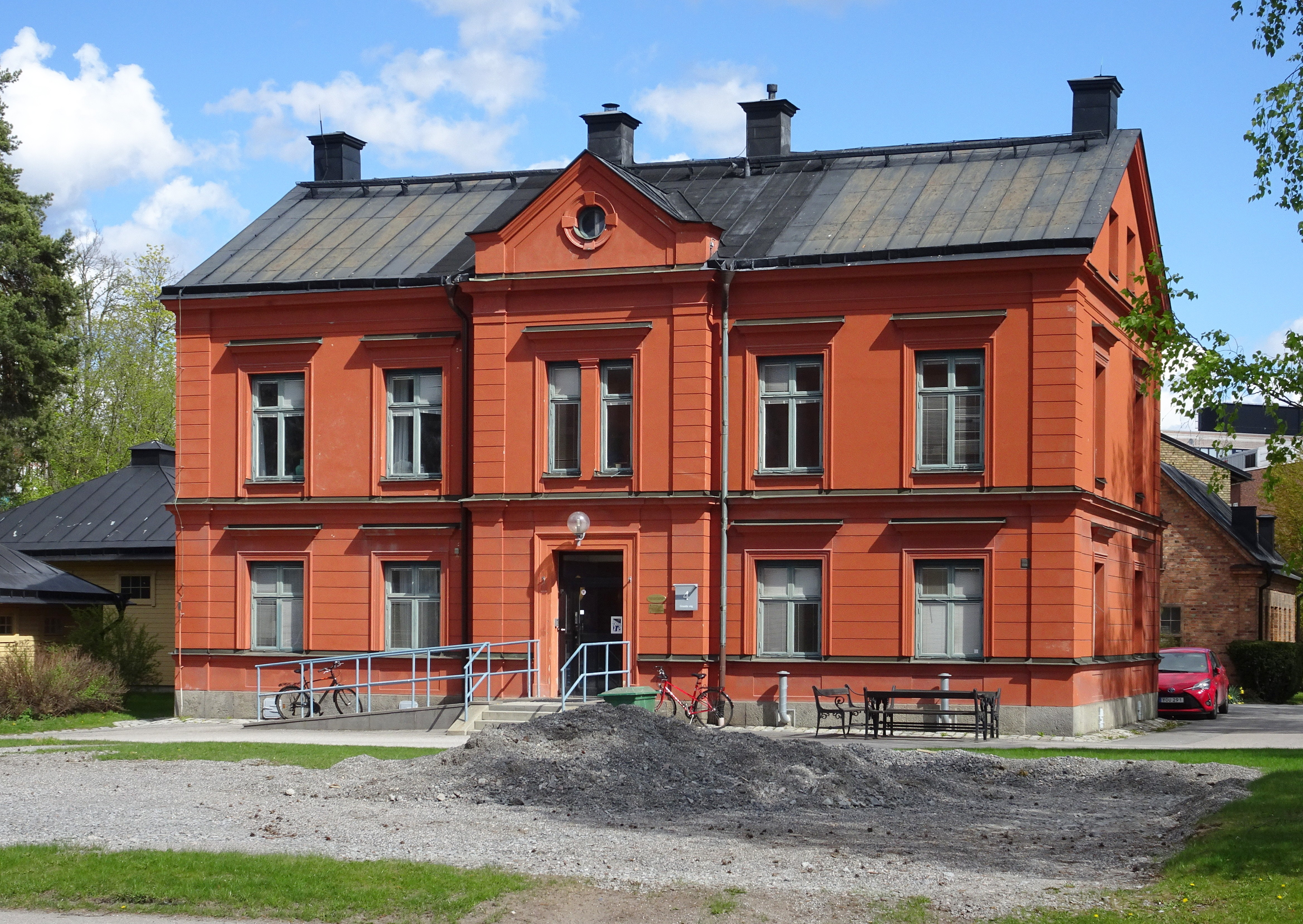
Annex, Granits väg 4.
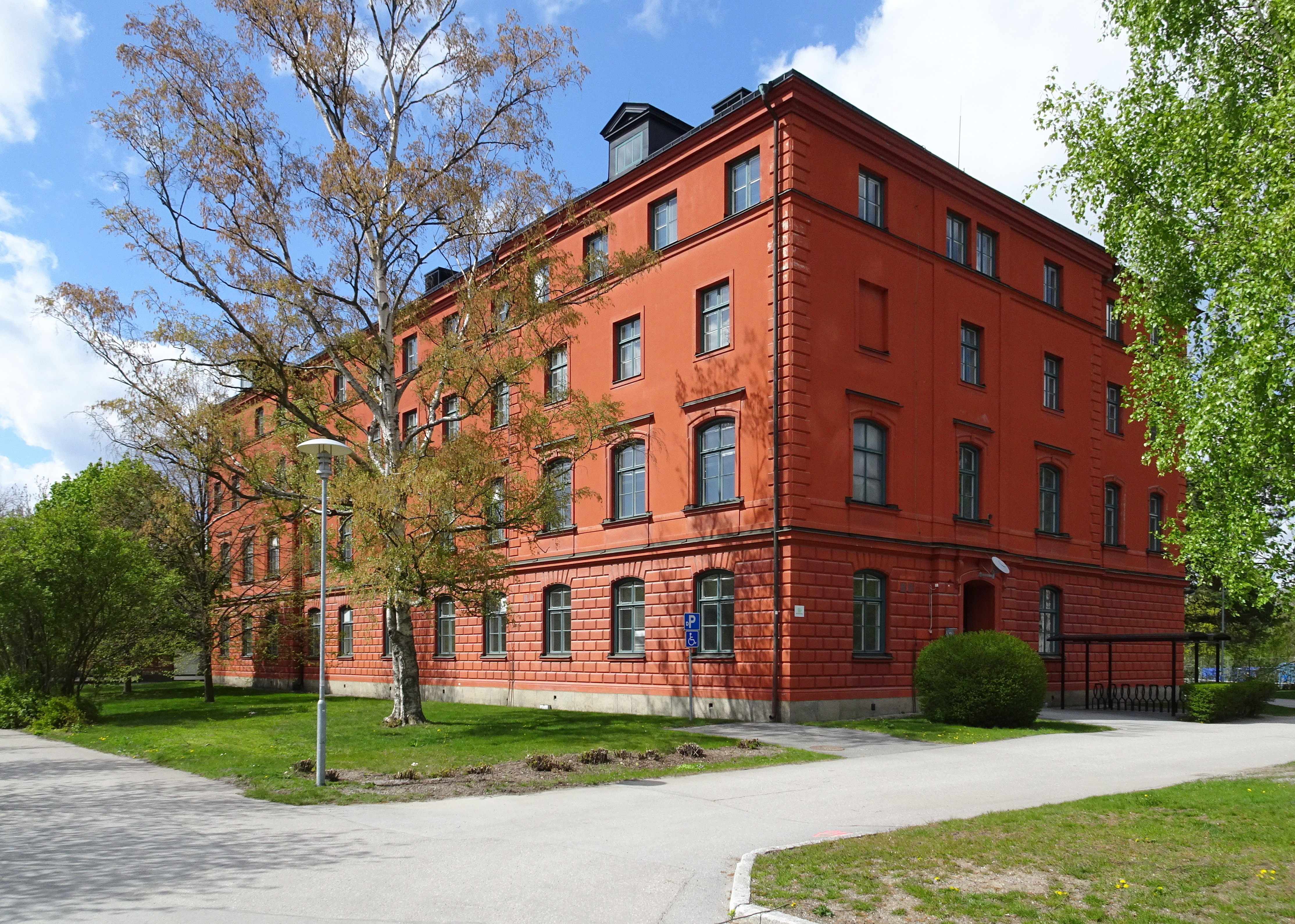
Annex, Granits väg 8.

Övriga byggnader
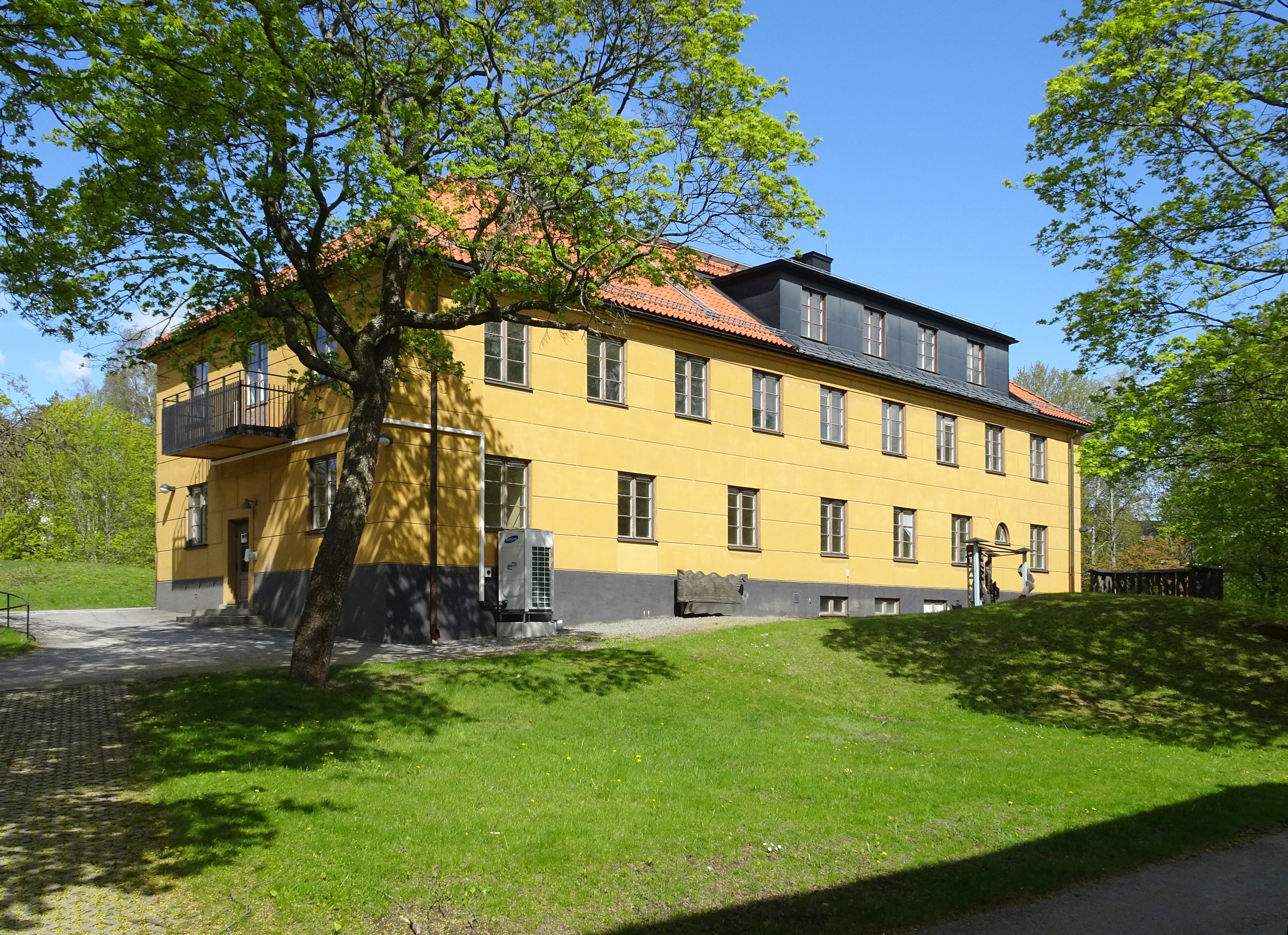
Rektorsbyggnaden.
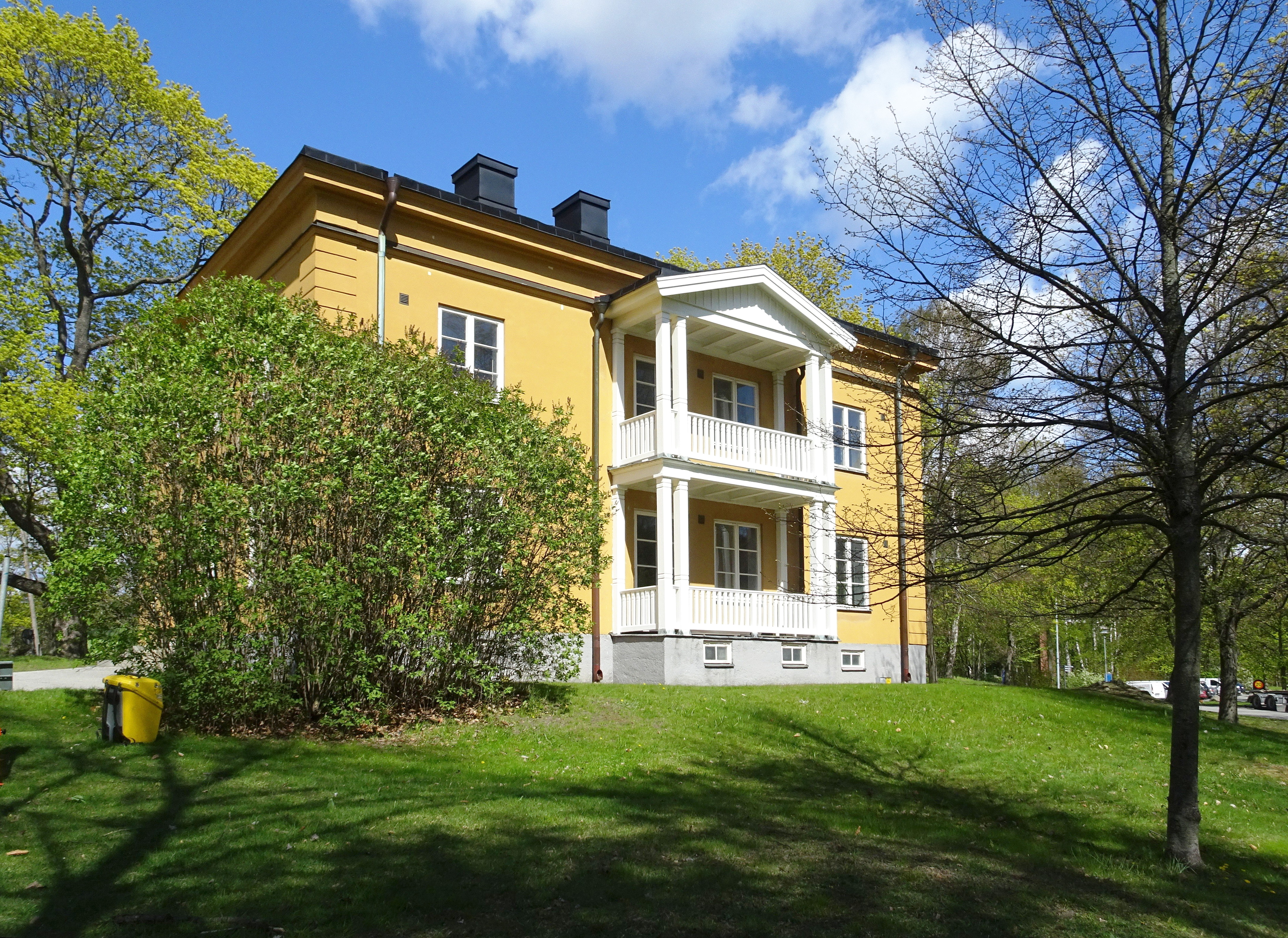
Nya Lärarvillan.
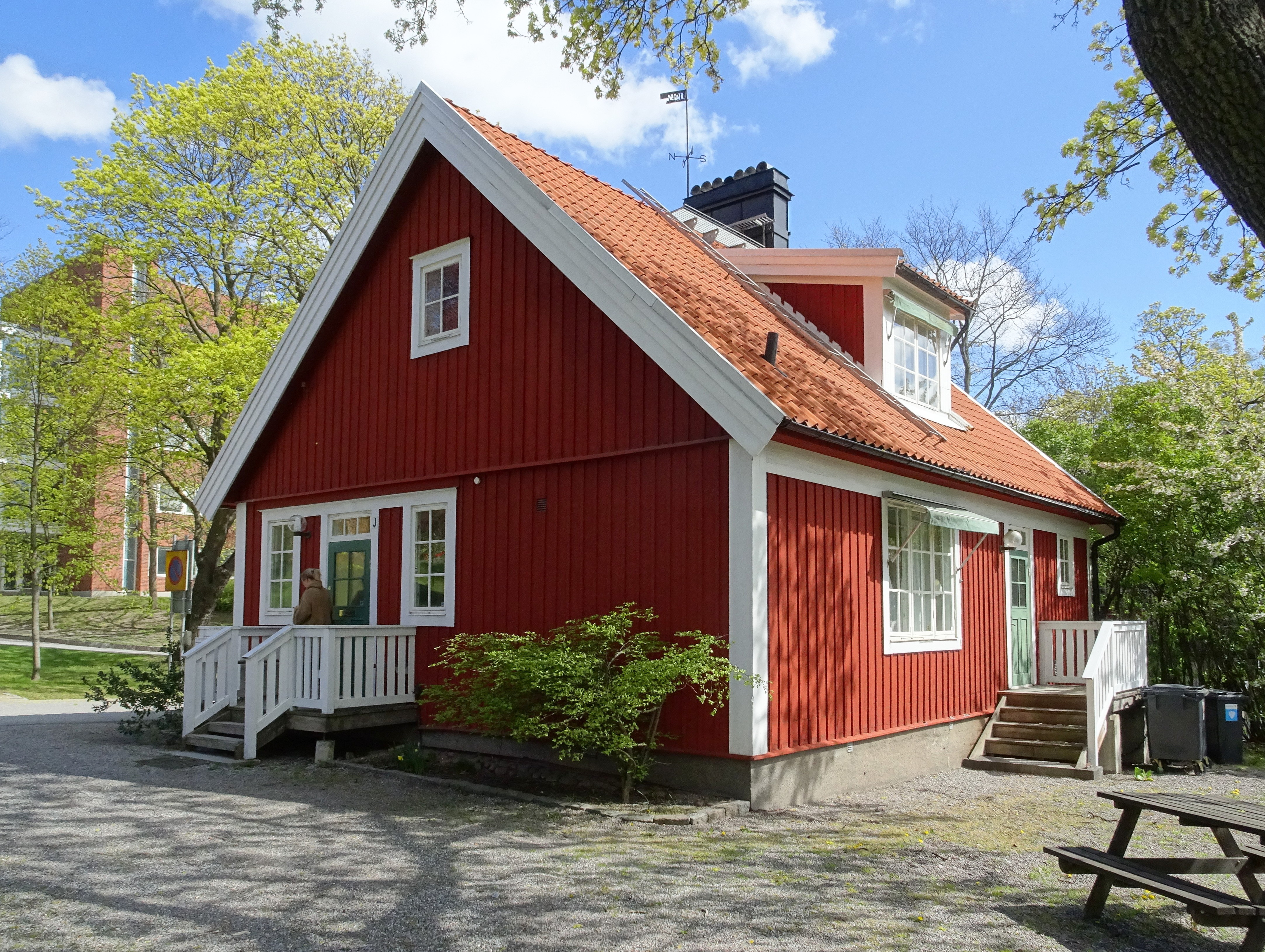
Portvaktsstugan.
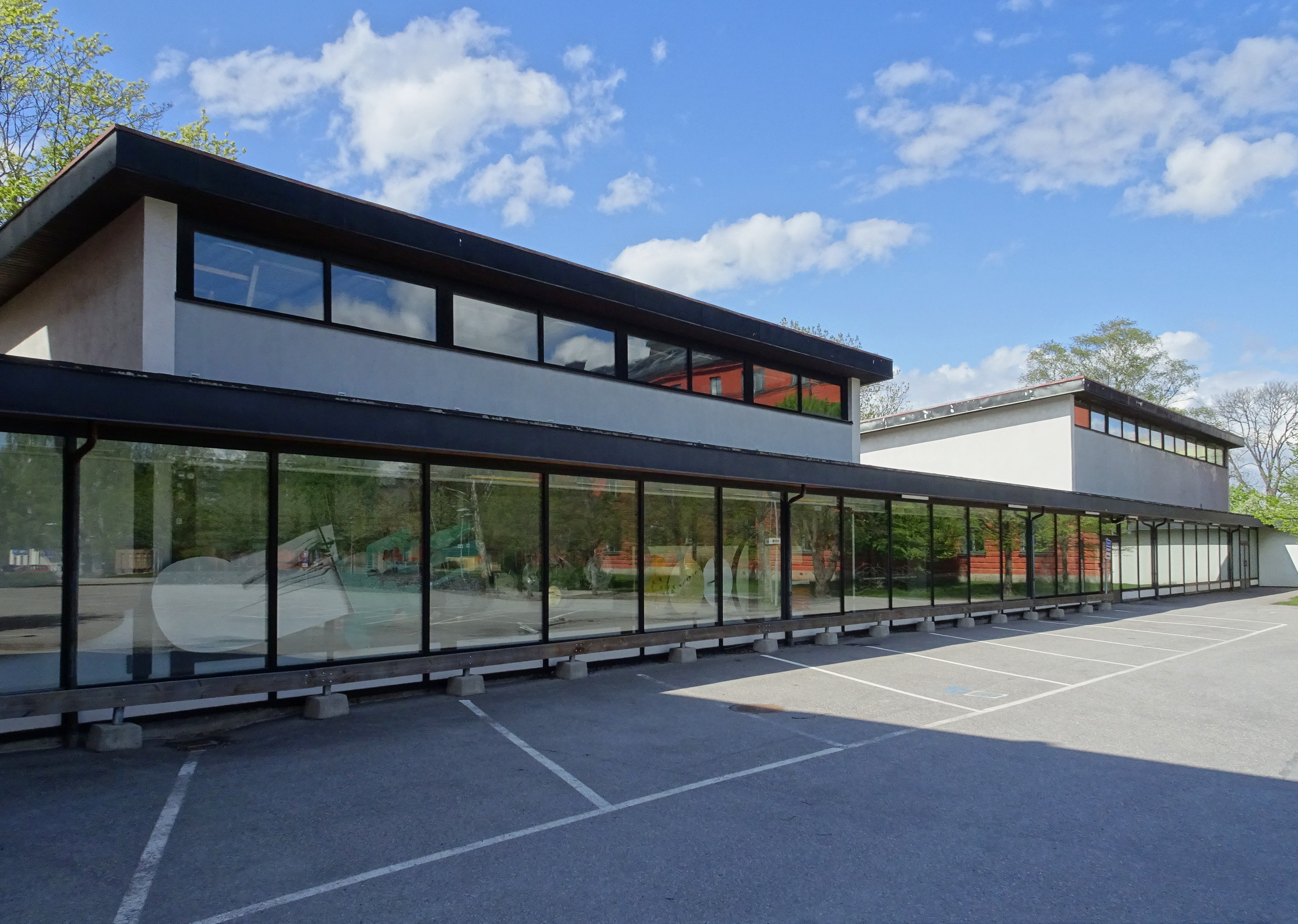
Gym- och simhall.